# Patti Rocks
Patti Rocks és una comèdia estatunidenca, estrenada l'any 1988, dirigida per David Burton Morris. Ha estat doblada al català

## Argument
És una road movie que té lloc per Nadal. Billy treballa moltes hores extras, passant barques pel Mississippi. Truca al seu amic Eddie, que no ha vist fa sis mesos meses, i li demana un favor: que l'acompanyi en el seu viatge per veure la seva promesa embarassada, Patti, perquè Billy no li ha dit que ja està casat i té dos fills.

## Repartiment
- Chris Mulkey
- John Jenkins
- Karen Landry
- David L. Turk

## Premis i nominacions
- 1988: Premis Independent Spirit: 5 nominacions incloent-hi la de millor pel·lícula
- 1988: Festival de Sundance: Nominada al Gran Premi del Jurat.